# Valle Rico
Valle Rico es un corregimiento ubicado en el distrito de Las Tablas en la provincia panameña de Los Santos, Península de Azuero.  En el año 2010 tenía una población de 400 habitantes y una densidad poblacional de 9,7 personas por km².

## Geografía física
De acuerdo con los datos del INEC el corregimiento posee un área de 41,4 km².

### Clima
| Parámetros climáticos promedio de Valle Rico 2001–2015 | Parámetros climáticos promedio de Valle Rico 2001–2015 | Parámetros climáticos promedio de Valle Rico 2001–2015 | Parámetros climáticos promedio de Valle Rico 2001–2015 | Parámetros climáticos promedio de Valle Rico 2001–2015 | Parámetros climáticos promedio de Valle Rico 2001–2015 | Parámetros climáticos promedio de Valle Rico 2001–2015 | Parámetros climáticos promedio de Valle Rico 2001–2015 | Parámetros climáticos promedio de Valle Rico 2001–2015 | Parámetros climáticos promedio de Valle Rico 2001–2015 | Parámetros climáticos promedio de Valle Rico 2001–2015 | Parámetros climáticos promedio de Valle Rico 2001–2015 | Parámetros climáticos promedio de Valle Rico 2001–2015 | Parámetros climáticos promedio de Valle Rico 2001–2015 |
| Mes                                                    | Ene.                                                   | Feb.                                                   | Mar.                                                   | Abr.                                                   | May.                                                   | Jun.                                                   | Jul.                                                   | Ago.                                                   | Sep.                                                   | Oct.                                                   | Nov.                                                   | Dic.                                                   | Anual                                                  |
| ------------------------------------------------------ | ------------------------------------------------------ | ------------------------------------------------------ | ------------------------------------------------------ | ------------------------------------------------------ | ------------------------------------------------------ | ------------------------------------------------------ | ------------------------------------------------------ | ------------------------------------------------------ | ------------------------------------------------------ | ------------------------------------------------------ | ------------------------------------------------------ | ------------------------------------------------------ | ------------------------------------------------------ |
| Temp. máx. media (°C)                                  | 30.4                                                   | 31.2                                                   | 31.8                                                   | 32.1                                                   | 31.3                                                   | 30.2                                                   | 30.2                                                   | 30.1                                                   | 30.1                                                   | 29.7                                                   | 29.9                                                   | 30.3                                                   | 30.6                                                   |
| Temp. media (°C)                                       | 25.9                                                   | 26.5                                                   | 27.1                                                   | 27.4                                                   | 26.6                                                   | 25.7                                                   | 25.7                                                   | 25.7                                                   | 25.6                                                   | 25.3                                                   | 25.5                                                   | 25.8                                                   | 26.1                                                   |
| Temp. mín. media (°C)                                  | 21.4                                                   | 21.8                                                   | 22.3                                                   | 22.6                                                   | 21.9                                                   | 21.2                                                   | 21.2                                                   | 21.2                                                   | 21.1                                                   | 20.9                                                   | 21.0                                                   | 21.3                                                   | 21.5                                                   |
| Lluvias (mm)                                           | 16.6                                                   | 2.5                                                    | 15.2                                                   | 40.0                                                   | 176.4                                                  | 206.5                                                  | 160.8                                                  | 210.3                                                  | 246.6                                                  | 325.6                                                  | 250.2                                                  | 88.1                                                   | 1738.8                                                 |
| Fuente n.º 1: INEC                                     |                                                        |                                                        |                                                        |                                                        |                                                        |                                                        |                                                        |                                                        |                                                        |                                                        |                                                        |                                                        |                                                        |
| Fuente n.º 2: IMHPA                                    |                                                        |                                                        |                                                        |                                                        |                                                        |                                                        |                                                        |                                                        |                                                        |                                                        |                                                        |                                                        |                                                        |

## Demografía
De acuerdo con el censo del año 2010, el corregimiento tenía una población de unos 400 habitantes. La densidad poblacional era de 9,7 habitantes por km². 